# Gian Pietro Porro (politico)
Giovanni Pietro Gaspare Giuseppe Porro, detto Gian Pietro Porro o Giampietro Porro (Como, 30 luglio 1773 – Milano, 1º aprile 1851), è stato un politico italiano, podestà di Como dal 1808 al 1815.

## Biografia
Gian Pietro Porro nacque a Como il 30 luglio 1773, (o forse il 22 giugno) da Giambattista, della nobile famiglia Porro, e da Daria Passalacqua. A un anno si trasferì con la famiglia a Codogno, poi a Induno Olona, per tornare poi nel 1778 a Como.
Nel novembre 1790 iniziò a studiare Giurisprudenza all'Università degli Studi di Pavia, laureandosi quindi nel giugno 1794.
Nell'aprile 1799, quando a causa delle sconfitte a seguito della campagna italiana di Suvorov, i Francesi lasciarono Como, fu creato un Magistrato provvisorio ad amministrare la città, tra i cui membri fu scelto anche Gian Pietro Porro; l'organo rimase in carica tredici mesi, fino al ritorno dei Francesi con la Campagna d'Italia. Il nuovo governo francese riconobbe l'operato del Magistrato municipale, confermandolo in carica, ma Porro lasciò comunque l'incarico prima della fine del 1800.
Nel dicembre 1801 fu scelto tra i membri da inviare ai Comizi di Lione, ma per un errore di stampa fu sostituito da Luigi Porro Lambertenghi.
Nel 1808, su proposta dei consiglieri comunali e con decreto di Napoleone (1º settembre), Porro fu nominato podestà di Como, a partire dal 17 settembre. Durante il suo mandato diede a Como un aspetto urbanistico moderno, sistemando diverse strade e piazze, iniziando la costruzione della rete fognaria, e ristrutturando o costruendo alcuni edifici pubblici (Liceo classico Alessandro Volta, Porta Torre, il Teatro Sociale, il Cimitero). Terminò quindi l'incarico alla fine del 1815.
Nel 1816 fu nominato deputato alla Congregazione Centrale della Lombardia, di cui divenne in seguito anche presidente.
Nel 1823 fu tra i fondatori della Cassa di Risparmio di Milano, poi divenuta Cassa di Risparmio delle Provincie Lombarde (CARIPLO), della quale fu commissario, e poi presidente dal 1839 al 1852.
Fu nel 1842 promotore della compagnia di navigazione del lago di Como, detta "Lariana", e dal 1845 presidente della Imperial-Regia Privilegiata Strada Ferrata Ferdinandea Lombardo-Veneta, la società alla quale venne affidata la realizzazione della Ferrovia Milano-Venezia.
Il 21 aprile 1811 sposò a Milano, nella Chiesa di San Babila, Barbara Verri (figlia di Pietro Verri e di Vincenza Melzi d'Eril), da cui ebbe tre figli maschi e una femmina: Francesco Angelo (1812-1876), Carlo (1813-1848), Alessandro (1814-1879) che fu poi senatore del regno d'Italia, e Daria (1825, Milano-22 febbraio 1888 a Como).
Morì a Milano il 1º aprile 1851, e fu sepolto a Rovello (oggi chiamata Rovello Porro), dove aveva la villeggiatura.